# The Spirit of '76 (film 1908)
The Spirit of '76 è un cortometraggio muto del 1908 diretto da Francis Boggs. Prodotto dalla Selig Polyscope Company, aveva come interpreti Hobart Bosworth, Betty Harte e  Tom Santschi.

## Trama
Filadelfia 1776. Harry Grey, capitano dell'esercito coloniale, va a trovare l'amata Pamela ma viene spinto ad andarsene quanto prima perché la città è piena di truppe britanniche, Ridendo, scappa via. La casa della vedova Morton viene intanto occupata da ufficiali britannici. Pamela, nella sua stanza, viene avvertita dalla domestica che Harry non ce l'ha fatta a passare le linee nemiche e che si trova lì, fuori dalla finestra. Lì vicino ci sono due assiani e lui pensa di arrendersi, quando lei lo fa entrare. nascondendolo nel guardaroba. I due ufficiali acquertierati in casa entrano nella stanza e uno dei due si accorge che Pamela è un po' strana. Capisce che dentro l'armadio si nasconde qualcuno e sta per sparare. La ragazza si mette in mezzo ma Harry è costretto a uscire. Riesce però a scappare, mentre Pamela combattendo coi due, agevola la sua fuga.

Sei mesi dopo. Il maggiore Breen e un gruppo di colleghi ufficiali stanno bevendo del punch in casa Morton quando arriva la notizia di un piano di attacco contro l'esercito indebolito di Washington che sarà eseguito quella notte stessa. Gli ufficiali escono e Breen lascia sul tavolo il piano dell'operazione. Pamela la trova e decide di avvertire Washington e ruba la divisa di Breen, pronta e pulita nella stanza vicina. Con il piano d'attacco in suo possesso, Pamela riesce ad avvertire Washington, che mette in allerta i suoi. Cornwallis non può più mettere in azione il suo piano quando gli arriva la notizia che Washington ha attraversato il Delaware.

## Produzione
Il film fu prodotto dalla Selig Polyscope Company.

## Distribuzione
Distribuito dalla Selig Polyscope Company, il film - un cortometraggio in una bobina - uscì nelle sale cinematografiche statunitensi l'11 luglio 1908.